# Pyemotes ventricosus
Pyemotes ventricosus è un acaro prostigmato molto piccolo e diffuso in tutto il mondo appartenente alla famiglia Pyemotidae.

## Biologia
Svolge attività parassitoide nei confronti delle larve di numerosi insetti infestanti, in particolare coleotteri della famiglia Ptinidae, cui appartengono le specie Anobium punctatum e Oligomerus ptilinoides, i comuni tarli del legno. Per questo è spesso presente nelle abitazioni con mobili o legname tarlati. Le ghiandole salivari di questo acaro producono un potente veleno neurotossico che, iniettato attraverso cheliceri aghiformi, paralizza le prede della cui emolinfa si nutre.
Le femmine fecondate possiedono un'abnorme dilatazione dell’opistosoma (fisogastria), dentro la quale maturano le uova. Sempre all’interno della femmina fisogastra, la prole fuoriesce dalle uova e si sviluppa fino al raggiungimento della maturità sessuale. A questo punto i maschi escono dall’opistosoma e restano nei pressi dell’apertura genitale materna, in modo da fecondare immediatamente le femmine che ne usciranno. Le femmine fecondate vanno alla ricerca di cibo, principalmente larve dei tarli, per nutrirsene e portare a termine il proprio ciclo riproduttivo. Questo particolare sistema di riproduzione rende sempre più massiccia l’infestazione ambientale: una femmina fisogastra è in grado di produrre tra i 200 e i 300 giovani acari. Ciò spiega anche l’improvvisa comparsa di lesioni in ambienti tarlati da anni. Pyemotes infatti viene solitamente introdotto per via foretica, attraverso cioè i tarli adulti che, sfarfallando da un ambiente ad un altro, recano con sé delle femmine fisogastre aggrappate al loro corpo. Ogni femmina può così immettere in un nuovo ambiente una popolazione di acari patogeni.

### Azione patogena
Pyemotes è la seconda causa di dermatite “indoor” dopo quella provocata Glycyphagus domesticus. Dedito alla ricerca di cibo, cioè di larve o pupe da parassitare, dalla primavera fino ad autunno inoltrato l'acaro esce dalle gallerie dei tarli. È privo di occhi, ma i numerosi sensilli chemio sensoriali lo guidano verso una nuova fonte di cibo. I suoi movimenti sono assai veloci, perciò è in grado di diffondersi rapidamente nell'ambiente. Qui incontra l’uomo e lo punge ripetutamente, forse scambiandolo per un'enorme larva da parassitare. I suoi artigli e le sue minuscole dimensioni ne favoriscono la penetrazione attraverso i vestiti fino alla cute umana. 
L’acaro provoca l’insorgenza di dermatiti strofuloidi molto pruriginose, caratterizzate da lesioni eritemato-edematose. Queste lesioni, generalmente raggruppate, sono lente a guarire, molto pruriginose e distribuite principalmente sul tronco, ma anche sulle braccia, gambe e al collo. Soggetti sensibilizzati possono manifestare anche sintomi più gravi: mal di testa, nausea, febbre, vomito, diarrea e asma. Meno frequenti sono brividi, febbre, malessere e anoressia.

## Controllo
La presenza di Pyemotes ventricosus è strettamente legata a quella dei tarli del legno, sui quali esso parassita. Infatti, sopravvive in un ambiente privo di tarli solo per qualche giorno. Appare chiaro che è di fondamentale importanza risolvere un'eventuale infestazione da tarli per poter scongiurare la diffusione di Pyemotes.